# Conclave del 2005
Il conclave del 2005 venne convocato a seguito della morte di papa Giovanni Paolo II, avvenuta il 2 aprile dello stesso anno. Si svolse nella Cappella Sistina dal 18 al 19 aprile e, dopo quattro scrutini, venne eletto papa il cardinale tedesco Joseph Ratzinger, decano del collegio cardinalizio, che assunse il nome di Benedetto XVI. L'elezione venne annunciata dal cardinale protodiacono Jorge Medina Estévez.

## Situazione generale
Per il conclave sono previsti due scrutini la mattina e due al pomeriggio: quando uno di essi ha dato esito positivo, viene immediatamente seguito dalla famosa fumata bianca. Nel conclave del 2005 furono necessarie per l'elezione 77 preferenze, ossia i voti dei due terzi dei cardinali riuniti e aventi diritto di voto. Dopo 34 scrutini infruttuosi, però, di voti per essere eletti ne sarebbero bastati 58, ossia la metà più uno: così stabilivano le regole per il conclave promulgate nel 1996 da papa Giovanni Paolo II nella costituzione Universi Dominici Gregis. Se le votazioni avessero avuto esito negativo, gli appunti e le schede sarebbero stati bruciati al termine della sessione delle due votazioni mattutine, con fumata nera verso le 12, e al termine della sessione delle due votazioni pomeridiane, con fumata nera alle 19 circa.
Sempre ai sensi della costituzione gianpaolina, l'alloggio per i cardinali elettori non fu più ricavato nelle stanze del Palazzo Apostolico, ma nella Domus Sanctae Marthae, costruita allo scopo e inaugurata nel 1996.
Si stabilì che, da questo conclave, il suono delle campane di San Pietro avrebbe sancito definitivamente l'esito positivo delle votazioni e fugato così ogni dubbio circa il colore della fumata. Un'altra novità riguardò la mancanza della tradizionale fumata gialla, che veniva solitamente fatta salire pochi giorni prima dell'inizio del conclave per verificare che la stufa fosse stata montata correttamente.

## L'apertura del conclave
La mattina del 18 aprile, nella basilica di San Pietro, venne celebrata la messa Pro Eligendo Romano Pontifice, che diede inizio ai riti del primo conclave del terzo millennio. Presiedette il rito, concelebrato da tutti i 115 cardinali elettori, il decano del collegio cardinalizio Joseph Ratzinger. Questi, dopo che fu letto il passo del vangelo concernente la presentazione di Gesù nella sinagoga di Nazareth (Lc 4, 21), pronunciò l'omelia. In uno dei passaggi del suo discorso, Ratzinger richiamò la necessità di riscoprire una «fede matura, radicata nell'amicizia con Cristo», senza lasciarsi illudere dal relativismo, cioè senza «lasciarsi portare qua e là da qualsiasi vento di dottrina», proprio mentre «si va costituendo una dittatura del relativismo, che non riconosce nulla come definitivo e che lascia come ultima misura solo il proprio io e le sue voglie». Il cardinale collegò tali concetti alla figura del Papa scomparso, auspicando l'elezione di un successore che proseguisse in tal senso: «in questa ora, soprattutto, preghiamo con insistenza il Signore, perché dopo il grande dono di papa Giovanni Paolo II, ci doni di nuovo un pastore secondo il suo cuore, un pastore che ci guidi alla conoscenza di Cristo, al suo amore, alla vera gioia».
I contenuti di tale omelia, come osserverà, otto anni dopo, la stessa Radio Vaticana, furono quelli di una forte candidatura alla successione da parte del cardinale decano: «È il cardinale anziano che sta parlando, non il Papa, ma forse qualcuno, in quei 29 minuti, non avrà notato la differenza. Forse neanche quando, quell’uomo in piedi vestito di rosso, tira le conclusioni del suo discorso scrutando i cardinali e, attraverso di loro, il futuro della Chiesa, che sta per giungere».
Nel primo pomeriggio i cardinali entrarono in processione nella Cappella Sistina e, dopo il canto del Veni Creator Spiritus e dopo aver pronunciato in latino il solenne giuramento di fedeltà al segreto del conclave, con la tradizionale formula Extra omnes pronunciata dal maestro delle celebrazioni liturgiche Piero Marini, le porte della Sistina si chiusero. Il cardinale Tomáš Špidlík, ottantacinquenne e non elettore, esperto in spiritualità orientale, guidò la meditazione, per lasciare poi la sala e permettere l'avvio dei lavori con l'estrazione a sorte dei tre cardinali scrutatori e degli altrettanti revisori.

## Le votazioni

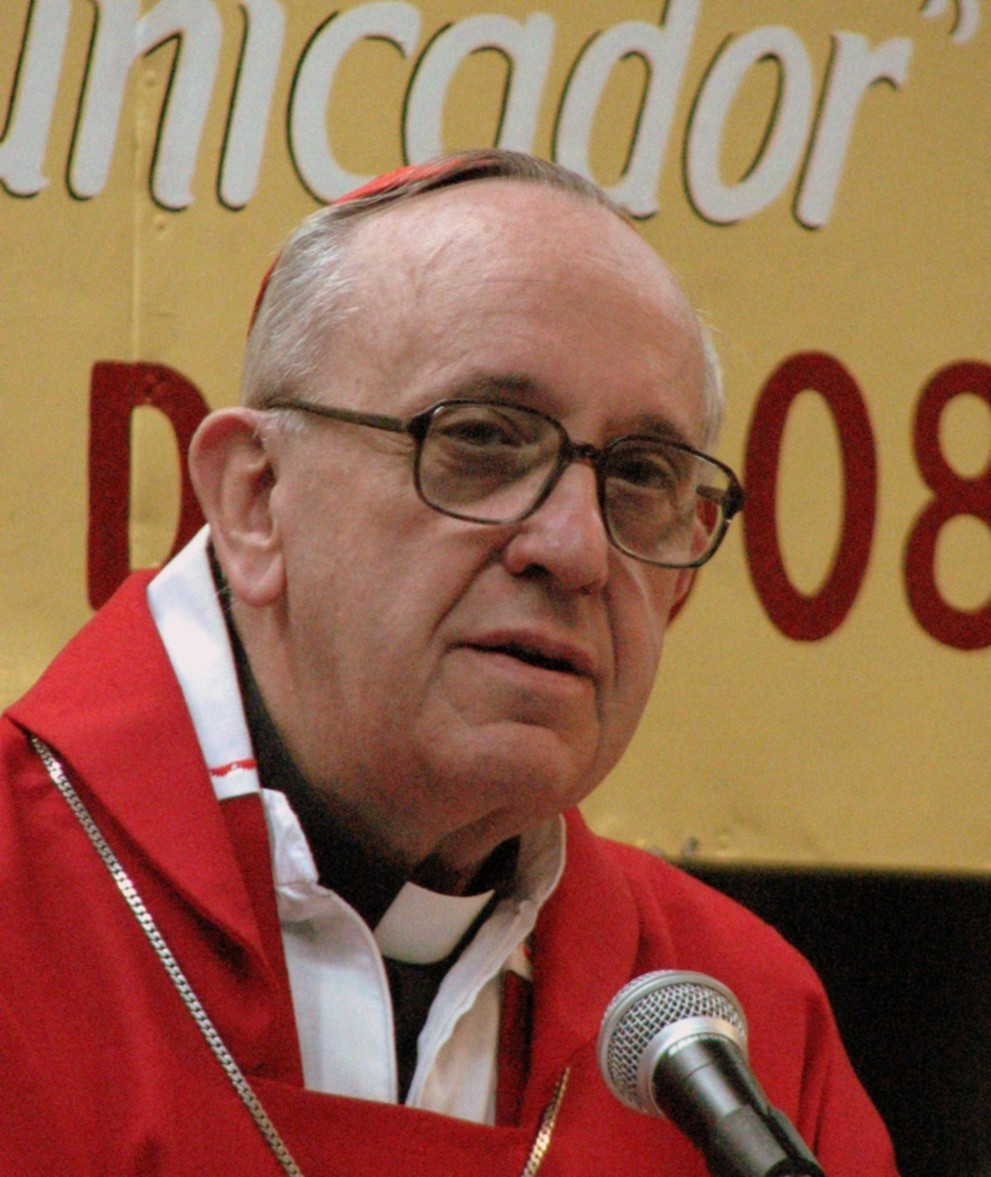
Jorge Mario Bergoglio, che succederà a Ratzinger otto anni dopo con il nome di Francesco

La sera del 18 aprile le votazioni si aprirono avendo quella del cardinale Ratzinger come unica candidatura organizzata in grado di contare su un blocco di voti sicuri. Le previsioni dei vaticanisti più informati oscillavano fra i 30 e i 50 voti già sicuri per lui. Molto inferiori alle aspettative della vigilia furono gli elettori orientati verso il cardinale Carlo Maria Martini, ex arcivescovo di Milano.
Il primo scrutinio, che non era scontato avvenisse entro la giornata, ebbe esito negativo: alle ore 20:05 uscì dal comignolo della Cappella Sistina la fumata nera. Le prime indiscrezioni sulle votazioni furono pubblicate poche settimane dopo il conclave. Andrea Tornielli indicava che nel primo scrutinio Ratzinger avesse ottenuto 40 voti, Martini 30. Secondo Lucio Brunelli, invece, al secondo posto dietro Ratzinger si sarebbe collocato il cardinale argentino Jorge Mario Bergoglio, con Martini fermo a 9 voti; vi sarebbero stati anche 6 voti per Ruini, 4 per Sodano e una trentina di voti dispersi.
Il giorno successivo, 19 aprile, i sostenitori di Ratzinger si concentrarono sul vasto blocco degli incerti. I cardinali dalla parte di Camillo Ruini fecero sapere che il loro piccolo pacchetto di voti si sarebbe riversato su Ratzinger. Bergoglio, arcivescovo di Buenos Aires, poteva invece contare su tutti i voti dei cardinali provenienti dall'America Latina, esclusi solo il colombiano Alfonso López Trujillo, avversario della teologia della liberazione, e il cileno Jorge Medina Estévez, responsabile dell'edizione cilena della rivista Communio, creatura teologica di Ratzinger. Prevalse allora, sul fronte opposto a Ratzinger, l'orientamento a sostenere il porporato argentino, e anche i cardinali che al primo turno avevano votato per Martini si convinsero a puntare su Bergoglio.
Al secondo scrutinio i voti per Ratzinger, come previsto, aumentarono rispetto al giorno prima, ma anche Bergoglio ottenne un numero di preferenze non trascurabile. Al terzo scrutinio a Ratzinger mancarono pochissimi voti per essere eletto, ma i sostenitori di Bergoglio decisero di resistere a oltranza, sperando di portare a una situazione di stallo continuo che avrebbe reso necessaria la messa da parte del cardinale tedesco e la ricerca di un nuovo candidato. Anche Martini era della stessa idea e, sospettando il blocco duraturo di Ratzinger, prevedeva un cambio di candidati per il giorno successivo.
In termini concreti sembra che, al terzo turno, i sostenitori di Bergoglio fossero riusciti a far ottenere al cardinale argentino 40 voti: poiché i votanti erano 115 e poiché per essere eletti erano necessari i due terzi dei consensi, ossia 77 voti, a Bergoglio bastava mantenere quei 40 voti per rendere aritmeticamente impossibile l'elezione di Ratzinger, che, nel caso, si sarebbe potuto fermare al massimo a 74 (dato che non poteva votare per sé stesso). A questo punto sembra che sia stato l'atteggiamento dello stesso Bergoglio a far capire a molti suoi sostenitori che fosse meglio desistere, per evitare una spaccatura nel conclave. Diversi cardinali del blocco di Bergoglio, quindi, allo scrutinio successivo, si sarebbero arresi e avrebbero dato a Ratzinger i voti che gli mancavano per l'elezione.
Alle 17:50 del 19 aprile, dopo il quarto scrutinio, dal comignolo della Sistina si levò la fumata bianca. Poco più di un'ora dopo, alle 18:53, il cardinale protodiacono Jorge Medina Estévez si affacciò dalla loggia della Basilica di San Pietro e, con la tradizionale locuzione Habemus Papam, comunicò l'elezione di Joseph Ratzinger, che scelse il nome di Benedetto XVI. Nel primo, breve saluto rivolto ai fedeli riuniti in piazza San Pietro, Benedetto XVI non mancò di ricordare il suo amico e predecessore Giovanni Paolo II:

## Il conclave raccontato da papa Benedetto XVI
Sono numerose le indiscrezioni diffuse sull'esito del conclave che elesse Benedetto XVI, alcune anche in contrapposizione fra loro. È possibile confrontare queste ipotesi con il racconto diretto di papa Ratzinger. Quest'ultimo, infatti, ebbe modo di raccontare alle delegazioni e ai pellegrini accorsi dalla Germania i momenti che precedettero la sua elezione:
Allora sono rimasto molto toccato da una breve lettera scrittami da un confratello del collegio cardinalizio. Mi ha ricordato che in occasione della Messa per Giovanni Paolo II avevo incentrato l'Omelia, partendo dal Vangelo, sulla parola che il Signore disse a Pietro presso il lago di Genesaret: seguimi! Avevo spiegato come Karol Wojtyla aveva sempre ricevuto di nuovo questa chiamata dal Signore, e come sempre di nuovo aveva dovuto rinunciare a molto e dire semplicemente: sì, ti seguo, anche se mi conduci dove non avrei voluto. Il confratello mi ha scritto: Se il Signore ora dovesse dire a te "seguimi", allora ricorda ciò che hai predicato. Non rifiutarti! Sii obbediente come hai descritto il grande Papa, tornato alla casa del Padre. Questo mi ha colpito nel profondo.
Le vie del Signore non sono comode, ma noi non siamo creati per la comodità, bensì per le cose grandi, per il bene. Così alla fine non ho potuto fare altro che dire sì. Confido nel Signore, e confido in voi, cari amici.»

## Il conclave raccontato da papa Francesco
Il successore di Benedetto XVI al soglio pontificio fu, nel 2013, proprio colui che nel 2005 sarebbe stato il secondo cardinale più votato, ovvero Jorge Mario Bergoglio, diventato papa Francesco; egli rivelò alcuni dettagli sul conclave del 2005. In un'intervista del 24 maggio 2015 a La Voz del Pueblo, un quotidiano di Tres Arroyos, a Francesco venne chiesto se davvero fu lui a ricevere il secondo numero più alto di preferenze dopo Ratzinger, ed il pontefice rispose:

## Indiscrezioni e ipotesi sugli scrutini

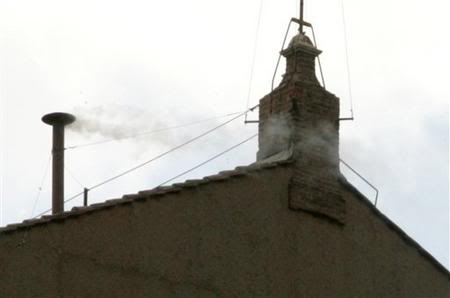
La fumata bianca dalla Cappella Sistina indica l'elezione del nuovo papa

Il vaticanista Lucio Brunelli, sul periodico Limes, pubblicò gli appunti di un anonimo cardinale inerenti ai voti dei diversi scrutini. Lo stesso conteggio venne poi ripreso da altri vaticanisti, fra cui Andrea Tornielli e Marco Tosatti. Sandro Magister, però, mise in dubbio la fondatezza di questi dati.
Il vaticanista americano John L. Allen Jr., nel suo libro The rise of Benedict XVI, collegando le testimonianze di otto cardinali diede una versione totalmente diversa, sostenendo che la crescita di voti su Ratzinger non avrebbe mai avuto una vera opposizione. Il sommarsi di un certo numero di preferenze su Bergoglio ci fu, ma senza delineare in alcun modo un'alternativa. Bergoglio, inoltre, nonostante l'etichetta di "progressista", era fin da prima del conclave un sostenitore dell'elezione di Ratzinger.
Secondo Brunelli, i seguenti sarebbero stati i voti del conclave:

### Sera del 18 aprile

#### Primo scrutinio
| Cardinali                        | Voti |
| -------------------------------- | ---- |
| Joseph Ratzinger                 | 47   |
| Jorge Mario Bergoglio            | 10   |
| Carlo Maria Martini              | 9    |
| Camillo Ruini                    | 6    |
| Angelo Sodano                    | 4    |
| Óscar Andrés Rodríguez Maradiaga | 3    |
| Dionigi Tettamanzi               | 2    |
| Giacomo Biffi                    | 1    |
| Altri                            | 33   |

### Mattino del 19 aprile

#### Secondo scrutinio
| Cardinali             | Voti |
| --------------------- | ---- |
| Joseph Ratzinger      | 65   |
| Jorge Mario Bergoglio | 35   |
| Angelo Sodano         | 4    |
| Dionigi Tettamanzi    | 2    |
| Giacomo Biffi         | 1    |
| Altri                 | 8    |

#### Terzo scrutinio
| Cardinali              | Voti |
| ---------------------- | ---- |
| Joseph Ratzinger       | 72   |
| Jorge Mario Bergoglio  | 40   |
| Darío Castrillón Hoyos | 1    |
| Altri                  | 2    |

### Pomeriggio del 19 aprile

#### Quarto scrutinio
| Cardinali             | Voti        |
| --------------------- | ----------- |
| Joseph Ratzinger      | 84 (eletto) |
| Jorge Mario Bergoglio | 26          |
| Christoph Schönborn   | 1           |
| Bernard Francis Law   | 1           |
| Giacomo Biffi         | 1           |
| Altri                 | 2           |

## I cardinali elettori
Come stabilito da papa Paolo VI, ebbero diritto di voto in conclave i cardinali che non avevano ancora compiuto l'ottantesimo anno di età. Quelli che si trovarono in questa condizione erano 117, ma parteciparono effettivamente al conclave solo in 115, poiché due di loro, Adolfo Antonio Suárez Rivera e Jaime Lachica Sin, erano assenti per motivi di salute.
Segue l'elenco dei paesi con rappresentanti aventi diritto di voto, indicati per numero di elettori:
Cardinali elettori raggruppati per nazionalità (52 nazioni rappresentate, per tutti e 5 i continenti):
- 20 elettori:  Italia
- 11 elettori:  Stati Uniti
- 6 elettori:  Germania,  Spagna
- 5 elettori:  Francia
- 4 elettori:  Brasile,  Messico
- 3 elettori:  Canada,  Colombia,  India,  Polonia
- 2 elettori:  Cile,  Ungheria,  Giappone,  Nigeria,  Filippine,  Portogallo,  Ucraina,  Regno Unito
- 1 elettore:  Argentina,  Australia,  Austria,  Belgio,  Bolivia,  Bosnia ed Erzegovina,  Camerun,  RD del Congo,  Costa d'Avorio,  Croazia,  Cuba,  Rep. Ceca,  Rep. Dominicana,  Ghana,  Guatemala,  Honduras,  Indonesia,  Irlanda,  Lettonia,  Lituania,  Madagascar,  Nicaragua,  Nuova Zelanda,  Paesi Bassi,  Perù,  Siria,  Sudafrica,  Sudan,  Svizzera,  Tanzania,  Thailandia,  Uganda,  Vietnam

Oltre ad essere stato il conclave più numeroso della storia della Chiesa cattolica per numero di cardinali elettori (al pari con quello del 2013) dopo quello del 2025, è stato anche quello con il più alto numero di nazioni rappresentate.

### Elenco degli elettori
| Nome                             | Paese                | Titolo                                                                                            | Ruolo | Nascita    | Concistoro |
| -------------------------------- | -------------------- | ------------------------------------------------------------------------------------------------- | --- | ---------- | ---------- |
| Joseph Ratzinger                 | Germania             | Cardinale vescovo di Velletri-Segni; Cardinale vescovo di Ostia, Decano del collegio cardinalizio | Prefetto della Congregazione per la dottrina della fede, Presidente della Pontificia commissione biblica, Presidente della Commissione interdicasteriale per il Catechismo della Chiesa cattolica, Presidente della Commissione teologica internazionale    | 16/04/1927 | 27/06/1977 |
| Marco Cé                         | Italia               | Cardinale presbitero di San Marco                                                                 | Patriarca emerito di Venezia | 08/07/1925 | 30/06/1979 |
| Francisco Álvarez Martínez       | Spagna               | Cardinale presbitero di Santa Maria Regina Pacis a Monte Verde                                    | Arcivescovo emerito di Toledo | 14/07/1925 | 21/02/2001 |
| Desmond Connell                  | Irlanda              | Cardinale presbitero di San Silvestro in Capite                                                   | Arcivescovo emerito di Dublino | 24/03/1926 | 21/02/2001 |
| Agostino Cacciavillan            | Italia               | Cardinale diacono e presbitero pro hac vice di Santi Angeli Custodi a Città Giardino              | Presidente emerito dell'Amministrazione del Patrimonio della Sede Apostolica | 14/08/1926 | 21/02/2001 |
| Marian Jaworski                  | Ucraina              | Cardinale presbitero di San Sisto                                                                 | Arcivescovo di Leopoli, Presidente della Conferenza Episcopale dell'Ucraina | 21/08/1926 | 21/02/2001 |
| Péter Erdő                       | Ungheria             | Cardinale presbitero di Santa Balbina                                                             | Arcivescovo di Esztergom-Budapest | 25/06/1952 | 21/10/2003 |
| Jean-Marie Lustiger              | Francia              | Cardinale presbitero di San Luigi dei Francesi                                                    | Arcivescovo emerito di Parigi | 17/09/1926 | 02/02/1983 |
| Ricardo María Carles Gordó       | Spagna               | Cardinale presbitero di Santa Maria Consolatrice al Tiburtino                                     | Arcivescovo emerito di Barcellona | 24/09/1926 | 26/11/1994 |
| Carlo Maria Martini              | Italia               | Cardinale presbitero di Santa Cecilia                                                             | Arcivescovo emerito di Milano | 15/02/1927 | 02/02/1983 |
| Eduardo Martínez Somalo          | Spagna               | Cardinale diacono e presbitero pro illa vice del Santissimo Nome di Gesù                          | Camerlengo di Santa Romana Chiesa | 31/03/1927 | 28/06/1988 |
| László Paskai                    | Ungheria             | Cardinale presbitero di Santa Teresa al Corso d'Italia                                            | Arcivescovo emerito di Esztergom-Budapest | 08/05/1927 | 28/06/1988 |
| Franciszek Macharski             | Polonia              | Cardinale presbitero di San Giovanni a Porta Latina                                               | Arcivescovo di Cracovia | 20/05/1927 | 30/06/1979 |
| Angelo Sodano                    | Italia               | Cardinale vescovo di Albano                                                                       | Segretario di Stato | 23/11/1927 | 28/06/1991 |
| Friedrich Wetter                 | Germania             | Cardinale presbitero di Santo Stefano al Monte Celio                                              | Arcivescovo di Monaco e Frisinga, Gran priore per la Germania dell'Ordine equestre del Santo Sepolcro di Gerusalemme | 20/02/1928 | 25/05/1985 |
| Giacomo Biffi                    | Italia               | Cardinale presbitero dei Santi Giovanni Evangelista e Petronio                                    | Arcivescovo emerito di Bologna | 13/06/1928 | 25/05/1985 |
| Mario Francesco Pompedda         | Italia               | Cardinale diacono dell'Annunciazione della Beata Vergine Maria a Via Ardeatina                    | Prefetto emerito del Supremo tribunale della Segnatura Apostolica, Gran priore del Sacro Militare Ordine costantiniano di San Giorgio | 18/04/1929 | 21/02/2001 |
| Francesco Marchisano             | Italia               | Cardinale diacono e presbitero pro hac vice di Santa Lucia del Gonfalone                          | Arciprete della Basilica di San Pietro, Presidente dell'Ufficio del lavoro della Sede Apostolica | 25/06/1929 | 21/10/2003 |
| Józef Glemp                      | Polonia              | Cardinale diacono di Santa Maria in Trastevere                                                    | Arcivescovo di Varsavia, Primate di Polonia, Ordinario per i fedeli di rito orientale in Polonia, Gran priore per la Polonia dell'Ordine equestre del Santo Sepolcro di Gerusalemme                                                                         | 18/12/1929 | 02/02/1983 |
| Julián Herranz Casado            | Spagna               | Cardinale diacono e presbitero pro hac vice di Sant'Eugenio                                       | Presidente del Pontificio consiglio per i testi legislativi, Presidente della Commissione disciplinare della Curia romana | 31/03/1930 | 21/10/2003 |
| Paul Poupard                     | Francia              | Cardinale presbitero di Santa Prassede                                                            | Presidente del Pontificio consiglio della cultura | 30/08/1930 | 25/05/1985 |
| Salvatore De Giorgi              | Italia               | Cardinale presbitero di Santa Maria in Ara Coeli                                                  | Arcivescovo di Palermo, Gran priore per l'Italia-Sicilia dell'Ordine equestre del Santo Sepolcro di Gerusalemme, Gran cancelliere della Pontificia facoltà teologica di Sicilia "San Giovanni Evangelista"                                                  | 06/09/1930 | 21/02/1998 |
| Michele Giordano                 | Italia               | Cardinale presbitero di San Gioacchino ai Prati di Castello                                       | Arcivescovo di Napoli | 26/09/1930 | 28/06/1988 |
| Jānis Pujats                     | Lettonia             | Cardinale presbitero di Santa Silvia                                                              | Arcivescovo di Riga, Presidente della Conferenza Episcopale della Lettonia, Gran priore per la Lettonia dell'Ordine equestre del Santo Sepolcro di Gerusalemme                                                                                              | 14/11/1930 | 21/02/2001 |
| Bernard Panafieu                 | Francia              | Cardinale presbitero di San Gregorio Barbarigo alle Tre Fontane                                   | Arcivescovo di Marsiglia | 26/01/1931 | 21/10/2003 |
| Camillo Ruini                    | Italia               | Cardinale presbitero di Sant'Agnese fuori le mura                                                 | Vicario generale di sua Santità per la Diocesi di Roma, Gran Cancelliere della Pontificia Università Lateranense, Arciprete della Basilica di San Giovanni in Laterano, Amministratore apostolico di Ostia, Presidente della Conferenza Episcopale Italiana | 19/02/1931 | 28/06/1991 |
| Sergio Sebastiani                | Italia               | Cardinale diacono e presbitero pro hac vice di Sant'Eustachio                                     | Presidente della Prefettura degli affari economici della Santa Sede | 11/04/1931 | 21/02/2001 |
| Christoph Schönborn              | Austria              | Cardinale presbitero di Gesù Divin Lavoratore                                                     | Arcivescovo di Vienna | 22/01/1945 | 21/02/1998 |
| Adrianus Johannes Simonis        | Paesi Bassi          | Cardinale presbitero di San Clemente                                                              | Arcivescovo di Utrecht, Presidente della Conferenza Episcopale dei Paesi Bassi | 26/11/1931 | 25/05/1985 |
| José Saraiva Martins             | Portogallo           | Cardinale diacono di Nostra Signora del Sacro Cuore                                               | Prefetto della Congregazione delle Cause dei Santi | 06/01/1932 | 21/02/2001 |
| Miloslav Vlk                     | Rep. Ceca            | Cardinale presbitero di Santa Croce in Gerusalemme                                                | Arcivescovo di Praga, Primate di Boemia | 17/05/1932 | 26/11/1994 |
| Polycarp Pengo                   | Tanzania             | Cardinale presbitero di Nostra Signora de La Salette                                              | Arcivescovo di Dar-es-Salaam | 05/08/1944 | 21/02/1998 |
| Henri Schwery                    | Svizzera             | Cardinale presbitero di Santi Protomartiri a Via Aurelia Antica                                   | Vescovo di Sion | 14/06/1932 | 28/06/1991 |
| Marc Ouellet                     | Canada               | Cardinale presbitero di Santa Maria in Traspontina                                                | Arcivescovo metropolita di Québec, Primate del Canada, Gran priore per il Canada-Québec dell'Ordine equestre del Santo Sepolcro di Gerusalemme | 08/06/1944 | 21/10/2003 |
| Cormac Murphy-O'Connor           | Inghilterra          | Cardinale presbitero di Santa Maria sopra Minerva                                                 | Arcivescovo di Westminster, Primate d'Inghilterra e Galles, Presidente della Conferenza Episcopale di Inghilterra e Galles | 24/08/1932 | 21/02/2001 |
| Renato Raffaele Martino          | Italia               | Cardinale diacono di San Francesco di Paola ai Monti                                              | Presidente del Pontificio consiglio della giustizia e della pace | 23/11/1932 | 21/10/2003 |
| Juan Luis Cipriani Thorne        | Perù                 | Cardinale presbitero di San Camillo de Lellis                                                     | Arcivescovo di Lima | 28/12/1943 | 21/02/2001 |
| Ljubomyr Huzar                   | Ucraina              | Cardinale presbitero di Santa Sofia a Via Boccea                                                  | Arcivescovo Maggiore di Leopoli degli Ucraini, Arcieparca metropolita di Kiev, Presidente del Sinodo della Chiesa greco-cattolica ucraina | 26/02/1933 | 21/02/2001 |
| Philippe Barbarin                | Francia              | Cardinale presbitero di Santissima Trinità al Monte Pincio                                        | Arcivescovo di Lione | 17/10/1950 | 21/10/2003 |
| Josip Bozanić                    | Croazia              | Cardinale presbitero di San Girolamo dei Croati                                                   | Arcivescovo di Zagabria | 20/03/1949 | 21/10/2003 |
| Vinko Puljić                     | Bosnia ed Erzegovina | Cardinale presbitero di Santa Chiara a Vigna Clara                                                | Arcivescovo di Sarajevo | 08/09/1945 | 26/11/1994 |
| José Freire Falcão               | Brasile              | Cardinale presbitero di San Luca a Via Prenestina                                                 | Arcivescovo emerito di Brasilia | 23/10/1925 | 28/06/1988 |
| Miguel Obando Bravo              | Nicaragua            | Cardinale presbitero di San Giovanni Evangelista a Spinaceto                                      | Arcivescovo emerito di Managua | 02/02/1926 | 25/05/1985 |
| Crescenzio Sepe                  | Italia               | Cardinale presbitero pro illa vice di Dio Padre Misericordioso                                    | Prefetto della Congregazione per l'evangelizzazione dei popoli, Presidente della Commissione Interdicasterale per i Religiosi Consacrati, Gran cancelliere della Pontificia università urbaniana                                                            | 02/06/1943 | 21/02/2001 |
| Jorge Medina Estévez             | Cile                 | Cardinale diacono e presbitero pro hac vice di San Saba, 'Cardinale protodiacono'                 | Prefetto emerito della Congregazione per il culto divino e la disciplina dei sacramenti | 23/12/1926 | 21/02/1998 |
| Jean-Louis Tauran                | Francia              | Cardinale diacono di Sant'Apollinare alle Terme Neroniane-Alessandrine                            | Archivista e Bibliotecario di Santa Romana Chiesa | 05/04/1943 | 21/10/2003 |
| Darío Castrillón Hoyos           | Colombia             | Cardinale diacono e presbitero pro illa vice del Santissimo Nome di Maria al Foro Traiano         | Prefetto della Congregazione per il clero, Presidente della Pontificia commissione "Ecclesia Dei" | 04/07/1929 | 21/02/1998 |
| Rodolfo Quezada Toruño           | Guatemala            | Cardinale presbitero di San Saturnino                                                             | Arcivescovo di Guatemala, Presidente della Conferenza Episcopale del Guatemala | 08/03/1932 | 21/10/2003 |
| Óscar Rodríguez Maradiaga        | Honduras             | Cardinale presbitero di Santa Maria della Speranza                                                | Arcivescovo di Tegucigalpa | 29/12/1942 | 21/02/2001 |
| Pedro Rubiano Sáenz              | Colombia             | Cardinale presbitero di Trasfigurazione di Nostro Signore Gesù Cristo                             | Arcivescovo di Bogotà, Primate di Colombia, Gran priore per la Colombia dell'Ordine equestre del Santo Sepolcro di Gerusalemme | 13/09/1932 | 21/02/2001 |
| Eusébio Oscar Scheid             | Brasile              | Cardinale presbitero di Santi Bonifacio e Alessio                                                 | Arcivescovo di Rio de Janeiro, Ordinario per i fedeli di rito orientale in Brasile, Gran priore per il Brasile-Río de Janeiro dell'Ordine equestre del Santo Sepolcro di Gerusalemme                                                                        | 08/12/1932 | 21/10/2003 |
| Javier Lozano Barragán           | Messico              | Cardinale diacono di San Michele Arcangelo                                                        | Presidente del Pontificio consiglio della pastorale per gli operatori sanitari | 26/01/1933 | 21/10/2003 |
| Alfonso López Trujillo           | Colombia             | Cardinale vescovo di Frascati                                                                     | Presidente del Pontificio consiglio per la famiglia | 08/11/1935 | 02/02/1983 |
| William Wakefield Baum           | Stati Uniti          | Cardinale presbitero di Santa Croce in Via Flaminia                                               | Arcivescovo emerito di Washington | 21/11/1926 | 24/05/1976 |
| Edmund Casimir Szoka             | Stati Uniti          | Cardinale presbitero dei Santi Andrea e Gregorio al Monte Celio                                   | Presidente del Governatorato dello Stato della Città del Vaticano | 14/09/1927 | 28/06/1988 |
| Aloysius Matthew Ambrozic        | Canada               | Cardinale presbitero dei Santi Marcellino e Pietro                                                | Arcivescovo di Toronto, Gran priore per il Canada-Toronto dell'Ordine equestre del Santo Sepolcro di Gerusalemme | 27/01/1930 | 21/02/1998 |
| Norberto Rivera Carrera          | Messico              | Cardinale presbitero di San Francesco d'Assisi a Ripa Grande                                      | Arcivescovo di Città del Messico | 06/06/1942 | 21/02/1998 |
| Angelo Scola                     | Italia               | Cardinale presbitero dei Santi XII Apostoli                                                       | Patriarca di Venezia | 07/11/1941 | 21/10/2003 |
| George Pell                      | Australia            | Cardinale presbitero di Santa Maria Domenica Mazzarello                                           | Arcivescovo di Sydney | 08/06/1941 | 21/10/2003 |
| Wilfrid Fox Napier               | Sudafrica            | Cardinale presbitero di San Francesco d'Assisi ad Acillia                                         | Arcivescovo di Durban | 08/03/1941 | 21/02/2001 |
| Gabriel Zubeir Wako              | Sudan                | Cardinale presbitero di Sant'Atanasio a via Tiburtina                                             | Arcivescovo di Khartoum | 27/02/1941 | 21/10/2003 |
| Adam Joseph Maida                | Stati Uniti          | Cardinale presbitero dei Santi Vitale, Valeria, Gervasio e Protasio                               | Arcivescovo di Detroit, Superiore ecclesiastico delle Isole Cayman, Amministratore apostolico di Grand Rapids | 18/03/1930 | 26/11/1994 |
| Theodore Edgar McCarrick         | Stati Uniti          | Cardinale presbitero dei Santi Nereo e Achilleo                                                   | Arcivescovo di Washington | 07/07/1930 | 21/02/2001 |
| William Henry Keeler             | Stati Uniti          | Cardinale presbitero di Santa Maria degli Angeli                                                  | Arcivescovo di Baltimora, Gran priore per gli Stati Uniti d'America Medio Atlantico dell'Ordine Equestre del Santo Sepolcro di Gerusalemme | 04/03/1931 | 26/11/1994 |
| Telesphore Placidus Toppo        | India                | Cardinale presbitero del Sacro Cuore di Gesù agonizzante a Vitinia                                | Arcivescovo di Ranchi | 15/10/1939 | 21/10/2003 |
| Zenon Grocholewski               | Polonia              | Cardinale presbitero di San Nicola in Carcere                                                     | Prefetto della Congregazione per l'educazione cattolica | 11/10/1939 | 21/02/2001 |
| Bernard Francis Law              | Stati Uniti          | Cardinale presbitero di Santa Susanna                                                             | Arcivescovo emerito di Boston, Arciprete della Basilica Liberiana di Santa Maria Maggiore | 04/11/1931 | 25/05/1985 |
| Edward Michael Egan              | Stati Uniti          | Cardinale presbitero dei Santi Giovanni e Paolo                                                   | Arcivescovo di New York, Gran priore per gli Stati Uniti d'America Orientali dell'Ordine equestre del Santo Sepolcro di Gerusalemme | 02/03/1932 | 21/02/2001 |
| James Francis Stafford           | Stati Uniti          | Cardinale diacono del Gesù Buon Pastore alla Montagnola                                           | Penitenziere maggiore della Penitenzieria apostolica | 26/07/1932 | 21/02/1998 |
| Armand Gaétan Razafindratandra   | Madagascar           | Cardinale presbitero dei Santi Silvestro e Martino ai Monti                                       | Arcivescovo di Antananarivo | 07/08/1925 | 26/11/1994 |
| Bernard Agré                     | Costa d'Avorio       | Cardinale presbitero di San Giovanni Crisostomo a Monte Sacro Alto                                | Arcivescovo di Abidjan | 02/03/1926 | 21/02/2001 |
| Emmanuel Wamala                  | Uganda               | Cardinale presbitero di Sant'Ugo                                                                  | Arcivescovo di Kampala | 15/12/1926 | 26/11/1994 |
| Christian Wiyghan Tumi           | Camerun              | Cardinale presbitero di Santi Martiri dell'Uganda a Poggio Ameno                                  | Arcivescovo di Douala | 15/10/1930 | 28/06/1988 |
| Frédéric Etsou-Nzabi-Bamungwabi  | RD del Congo         | Cardinale presbitero di Santa Lucia a Piazza d'Armi                                               | Arcidiocesi di Kinshasa | 03/12/1930 | 28/06/1991 |
| Francis Arinze                   | Nigeria              | Cardinale diacono e presbitero pro hac vice di San Giovanni della Pigna                           | Prefetto della Congregazione per il culto divino e la disciplina dei sacramenti | 01/11/1932 | 25/05/1985 |
| Varkey Vithayathil               | India                | Cardinale presbitero di San Bernardo alle Terme Diocleziane                                       | Arcivescovo maggiore di Ernakulam-Angamaly dei Siro-Malabaresi, Presidente del Sinodo della Chiesa siro-malabarese | 29/05/1927 | 21/02/2001 |
| Peter Seiichi Shirayanagi        | Giappone             | Cardinale presbitero di Santa Emerenziana a Tor Fiorenza                                          | Arcivescovo emerito di Tokyo | 17/06/1928 | 26/11/1994 |
| Michael Michai Kitbunchu         | Thailandia           | Cardinale presbitero di San Lorenzo in Panisperna                                                 | Arcivescovo di Bangkok, Presidente della Conferenza dei Vescovi della Thailandia | 25/01/1929 | 02/02/1983 |
| Attilio Nicora                   | Italia               | Cardinale diacono di San Filippo Neri in Eurosia                                                  | Presidente dell'Amministrazione del patrimonio della Sede Apostolica | 16/03/1937 | 21/10/2003 |
| Stephen Fumio Hamao              | Giappone             | Cardinale diacono di San Giovanni Bosco in Via Tuscolana                                          | Presidente del Pontificio consiglio della pastorale per i migranti e gli itineranti | 09/03/1930 | 21/10/2003 |
| Audrys Juozas Backis             | Lituania             | Cardinale presbitero della Natività di Nostro Signore Gesù Cristo in Via Gallia                   | Arcivescovo di Vilnius | 01/02/1937 | 21/02/2001 |
| Francis Eugene George            | Stati Uniti          | Cardinale presbitero di San Bartolomeo all'Isola                                                  | Arcivescovo di Chicago | 16/01/1937 | 21/02/1998 |
| Jorge Mario Bergoglio            | Argentina            | Cardinale presbitero di San Roberto Bellarmino                                                    | Arcivescovo di Buenos Aires | 17/12/1936 | 21/02/2001 |
| Ignace Moussa I Daoud            | Siria                | Cardinale vescovo                                                                                 | Prefetto della Congregazione per le Chiese Orientali, Gran cancelliere del Pontificio istituto orientale | 18/09/1930 | 21/02/2001 |
| Ennio Antonelli                  | Italia               | Cardinale presbitero di Sant'Andrea delle Fratte                                                  | Arcivescovo di Firenze | 18/11/1936 | 21/10/2003 |
| Nicolás de Jesús López Rodríguez | Rep. Dominicana      | Cardinale presbitero di San Pio X alla Balduina                                                   | Arcivescovo di Santo Domingo | 31/10/1936 | 28/06/1991 |
| Jaime Lucas Ortega y Alamino     | Cuba                 | Cardinale presbitero dei Santi Aquila e Priscilla                                                 | Arcivescovo di San Cristóbal de la Habana | 18/10/1936 | 26/11/1994 |
| Antonio María Rouco Varela       | Spagna               | Cardinale presbitero di San Lorenzo in Damaso                                                     | Arcivescovo di Madrid | 20/08/1936 | 21/02/1998 |
| Jean-Claude Turcotte             | Canada               | Cardinale presbitero di Nostra Signora del Santissimo Sacramento e Santi Martiri Canadesi         | Arcivescovo di Montréal | 26/06/1936 | 26/11/1994 |
| Anthony Olubunmi Okogie          | Nigeria              | Cardinale presbitero della Beata Vergine Maria del Monte Carmelo a Mostacciano                    | Arcivescovo di Lagos | 16/06/1936 | 21/10/2003 |
| Ricardo J. Vidal                 | Filippine            | Cardinale presbitero di Santi Pietro e Paolo a Via Ostiense                                       | Arcivescovo di Cebu | 06/02/1931 | 25/05/1985 |
| Karl Lehmann                     | Germania             | Cardinale presbitero di San Leone I                                                               | Vescovo di Magonza | 16/05/1936 | 21/02/2001 |
| Ivan Dias                        | India                | Cardinale presbitero dello Spirito Santo alla Ferratella                                          | Prefetto emerito della Congregazione per l'evangelizzazione dei popoli | 14/04/1936 | 21/02/2001 |
| Julio Terrazas Sandoval          | Bolivia              | Cardinale presbitero di San Giovanni Battista de' Rossi                                           | Arcivescovo di Santa Cruz de la Sierra | 07/03/1936 | 21/02/2001 |
| Roger Michael Mahony             | Stati Uniti          | Cardinale presbitero dei Santi Quattro Coronati                                                   | Arcivescovo emerito di Los Angeles | 27/02/1936 | 28/06/1991 |
| José da Cruz Policarpo           | Portogallo           | Cardinale presbitero di Sant'Antonio in Campo Marzio                                              | Patriarca di Lisbona | 26/02/1936 | 21/02/2001 |
| Julius Riyadi Darmaatmadja       | Indonesia            | Cardinale presbitero del Sacro Cuore di Maria                                                     | Arcivescovo di Giacarta, Ordinario militare per l'Indonesia | 20/12/1934 | 26/11/1994 |
| Thomas Stafford Williams         | Nuova Zelanda        | Cardinale presbitero di Gesù Divin Maestro alla Pineta Sacchetti                                  | Arcivescovo emerito di Wellington | 20/03/1930 | 02/02/1983 |
| Justin Francis Rigali            | Stati Uniti          | Cardinale presbitero di Santa Prisca                                                              | Arcivescovo di Filadelfia | 19/04/1935 | 21/10/2003 |
| Georg Maximilian Sterzinsky      | Germania             | Cardinale presbitero di San Giuseppe all'Aurelio                                                  | Arcivescovo di Berlino | 09/02/1936 | 28/06/1991 |
| Keith Michael Patrick O'Brien    | Scozia               | Cardinale presbitero dei Santi Gioacchino e Anna al Tuscolano                                     | Arcivescovo di Saint Andrews ed Edimburgo, Primate di Scozia, Presidente della Conferenza Episcopale di Scozia | 17/03/1938 | 21/10/2003 |
| Tarcisio Bertone                 | Italia               | Cardinale presbitero di Santa Maria Ausiliatrice in via Tuscolana                                 | Arcivescovo di Genova | 02/12/1934 | 21/10/2003 |
| Carlos Amigo Vallejo             | Spagna               | Cardinale presbitero di Santa Maria in Montserrato degli Spagnoli                                 | Arcivescovo di Siviglia | 23/08/1934 | 21/10/2003 |
| Cláudio Hummes                   | Brasile              | Cardinale presbitero di Sant'Antonio da Padova in Via Merulana                                    | Arcivescovo di San Paolo | 08/08/1934 | 21/02/2001 |
| Dionigi Tettamanzi               | Italia               | Cardinale presbitero dei Santi Ambrogio e Carlo                                                   | Arcivescovo di Milano | 14/03/1934 | 21/02/1998 |
| Jean-Baptiste Pham Minh Mân      | Vietnam              | Cardinale presbitero di San Giustino                                                              | Arcivescovo di Hô Chí Minh | 05/03/1934 | 21/10/2003 |
| Giovanni Battista Re             | Italia               | Cardinale vescovo di Sabina-Poggio Mirteto                                                        | Prefetto della Congregazione per i vescovi | 30/01/1934 | 21/02/2001 |
| Peter Turkson                    | Ghana                | Cardinale presbitero di San Liborio                                                               | Arcivescovo di Cape Coast | 11/10/1948 | 21/10/2003 |
| Joachim Meisner                  | Germania             | Cardinale presbitero di Santa Pudenziana                                                          | Arcivescovo di Colonia | 25/12/1933 | 02/02/1983 |
| Geraldo Majella Agnelo           | Brasile              | Cardinale presbitero di San Gregorio Magno alla Magliana Nuova                                    | Arcivescovo di San Salvador di Bahia | 19/10/1933 | 21/02/2001 |
| Francisco Javier Errázuriz Ossa  | Cile                 | Cardinale presbitero di Santa Maria della Pace                                                    | Arcivescovo di Santiago del Cile | 05/09/1933 | 21/02/2001 |
| Godfried Danneels                | Belgio               | Cardinale presbitero di Sant'Anastasia                                                            | Arcivescovo di Malines-Bruxelles | 04/06/1933 | 02/02/1983 |
| Juan Sandoval Íñiguez            | Messico              | Cardinale presbitero di Nostra Signora di Guadalupe e San Filippo Martire in Via Aurelia          | Arcivescovo di Guadalajara | 28/03/1933 | 26/11/1994 |
| Severino Poletto                 | Italia               | Cardinale presbitero di San Giuseppe in Via Trionfale                                             | Arcivescovo di Torino | 18/03/1933 | 21/02/2001 |
| Walter Kasper                    | Germania             | Cardinale presbitero di Ognissanti in Via Appia Nuova                                             | Presidente del Pontificio consiglio per la promozione dell'unità dei cristiani | 05/03/1933 | 21/02/2001 |

Cardinali assenti
| Nome                         | Paese     | Titolo                                                            | Ruolo                            | Nascita    | Concistoro | Motivo           |
| ---------------------------- | --------- | ----------------------------------------------------------------- | -------------------------------- | ---------- | ---------- | ---------------- |
| Adolfo Antonio Suárez Rivera | Messico   | Cardinale presbitero di Nostra Signora di Guadalupe a Monte Mario | Arcivescovo emerito di Monterrey | 09/01/1927 | 26/11/1994 | Motivi di salute |
| Jaime Lachica Sin            | Filippine | Cardinale presbitero di Santa Maria ai Monti                      | Arcivescovo emerito di Manila    | 31/08/1928 | 24/05/1976 | Motivi di salute |